# Специјални резерват природе Увац
Специјални резерват природе Увац је резерват природе I категорије који се налази на подручју југозападне Србије. Захвата површину од 7.453 хектара и обухвата делове територија општина Нова Варош и Сјеница. Под заштитом је државе од 1971. године као природно добро од изузетног значаја.

## Одлике овог резервата
СРП Увац представља јединствену морфолошку целину Старовлашке висије, која је представљена кањонском долином реке Увац са долинама њених притока. Она је усекла укљештене меандре у кречњачке стене, где просечна дубина долина варира између 200 и 300 метара, са максималном дубином од 350 метара. Околина је са скаршћеним површинама у којима су бројни крашки облици: крашке површи, увале, вртаче, окапине, пећине и јаме. Пећине су бројне и по величини варирају од поткапина до једног од највећих до сада познатих пећинских система у Србији, а то је Ушачки пећински систем чија дужина до сада истражених канала износи 6.185 м. Ушачки пећински систем се састоји од две пећине – Ушачке и Ледене, као и јаме Бездана која их спаја. Вредно је истаћи и друге пећине као што су: Тубића пећина, пећина Дуруља, Баждарска пећина... Све ове пећине одликује богатство пећинског накита таложеног из прокапних вода у виду сталактита, сталагмита, стубова, драперија, стакластих иглица... Резерват се простире између две планине - Златара на југозападу и Јавора на североистоку. У рељефу доминирају крашки облици који су представљени бројним вртачама, увалама, јамама и пећинама. Најпознатији је Ушачки пећински систем, са 6.185 m дугим каналима. Овде се налази Ледена пећина.

## Биљни и животињски свет

### Птице
Резерват природе одликује се изузетним биодиверзитетом. Најзначајнија јединка ових простора је белоглави суп, врста орла лешинара великих димензија (распон крила и до три метра). Ово је уз кањон реке Трешњице једино станиште ове птице у Србији. У резервату се налази око 300 јединки, а специфично за њих је јединствена исхрана. Наиме, хране се само лешевима угинулих животиња, па самим тим представљају важну карику у ланцу исхране чиме спречавају ширење заразе. До сада је на територији овог подручја забележено 104 врсте птица међу којима су: сури орао (Aquila chrysaetos), орао змијар (Cricaetus gallicus), сиви соко (Falco peregrinus), велики ронац (Mergus merganser), прдавац (Crex crex) и друге. Највеће гнездилиште великог ронца на Балкану налази се у резервату Увац чија станишта су ретка.

### Остали живи свет
Ове просторе одликује и присуство једанаест врста риба (поточна пастрмка, клена, скобаља) и неколико угрожених врста сисара. У резервату је регистровано присуство 219 различитих биљних таксона. Од тога су три врсте са међународних значајем, неколико је под заштитом, а више од 50 врста има лековита својства. Значајно је присуство и других животиња као што су рис (Lynx lynx), видра (Lutra lutra) и слепи мишеви. Пећине Увца једино су станиште стеноендемичних врста инсеката рода Remyella и Duvalius, као и стоноге Haasea lacusnigri microcorna.
Од 219 регистрованих таксона флоре, 3 врсте су од међународног значаја, 3 на Црвеној листи флоре, 25 таксона је под контролом сакупљања, коришћења и промета, а преко 50 врста има лековита својства.

## Заштита
Специјални резерват природе Увац, заштићен је први пут 1971. године на локалитету Павловића Брод са површином од 267 хектара. Током 1995. године подручје заштите је значајно проширено, за око десет пута (2.717 ха), да би коначан облик и величину добило 2006. године. О резервату се стара Фонд за заштиту птица грабљивица „Белоглави суп“ са седиштем у Новој Вароши. Будући да је ово добро од изузетног значаја, свака активност која може нарушити екосистем је строго забрањена.